# Суверенитет
Суверенитет (фр. souveraineté, од лат. superanus = „врховна власт, неограничена власт, неприкосновеност“) је независност државе у вршењу спољашњих и унутрашњих послова. Слобода, независност од било каквих спољаних утицаја на државну врховну власт. Концепт суверенитета изражава општу имовину било које државе. У руској научној терминологији постоје појмови националног и народног суверенитета. У савременој политици, поред претходног, овај термин се користи и као суверенитет појединца или грађанина.

## Представници
Џон Лок – енглески филозоф који је заступао претпоставку да је природно стање у друштву слобода и једнакост. Његова дела представљају основ савремене демократије. Он је сматрао да је носилац суверености народ, који само привремено сувереност поверава законодавцу. У случају да се поверење народа изневери, оно има право на револуцију.
Шарл Монтескије – француски филозоф који је живео век после Лока, познат је по свом делу "О духу закона" у коме истиче да када је у републици народ носилац суверености - ради се о демократији. Он је поделио власт на судску, извршну и законодавну, као што је и данас у свим демократским државама.
Жан Жак Русо – француски филозоф је сматрао да је основ управљања државом Споразум чланова друштвене заједнице на основу пристанка свих. Закони који се доносе су израз опште воље. Општа воља представља израз суверености тј. друштво је суверено у целини.

## Историјат
Филозофи који се „везују“ за овај појам су Џон Лок, Шарл Монтескије и Жан Жак Русо.
Ови филозофи и политички мислиоци, као и многи други, инспиришу највеће грађанске револуције, од којих су најпознатије у Француској и Америци. Након ових промена, у државама Грађанска демократија и сувереност постају синоними, тј.не могу постојати независно једна од друге.
Тоталитарни режими су кочили народну сувереност и демократију у њеном развоју. Појам народне суверености је данас неодвојив део сваке модерне државе и немогуће је замислити демократско друштво без ње.

## Појам Народне суверености
Начело које се појавило након Француске револуције и Америчког грађанског рата је „власт која произилази из народа и припада народу“. Носилац суверености је народ и она (као и демократија) афирмише једнакост и људска природна урођена права. Народна сувереност у овом смислу не подразумева народ као етничку категорију, већ под тим подразумева све грађане.
Сувереност нације представља право етничке категорије да одлучује у којој и каквој ће државној заједници живети. Овај облик суверености је повезан са правом на самоопредељење.

## Начин остваривања
Начини остваривања народне суверености кроз облике демократије:
- непосредно (референдум, народна иницијатива, плебисцит, народни вето)
- посредно (парламентарни - представнички систем)